# U-414 (tàu ngầm Đức)
U-414 là một tàu ngầm tấn công  Lớp Type VII thuộc phân lớp Type VIIC được Hải quân Đức Quốc Xã chế tạo trong Chiến tranh Thế giới thứ hai. Nhập biên chế năm 1942, nó đã thực hiện được ba chuyến tuần tra, đánh chìm được một tàu buôn tải trọng 5.979 GRT, đồng thời gây hư hại cho một tàu buôn khác tải trọng 7.134 GRT. Trong chuyến tuần tra cuối cùng, U-414 bị tàu corvette Anh HMS Vetch thả mìn sâu đánh chìm ngoài khơi Ténès, Algéria vào ngày 25 tháng 5, 1943.

## Thiết kế và chế tạo

### Thiết kế

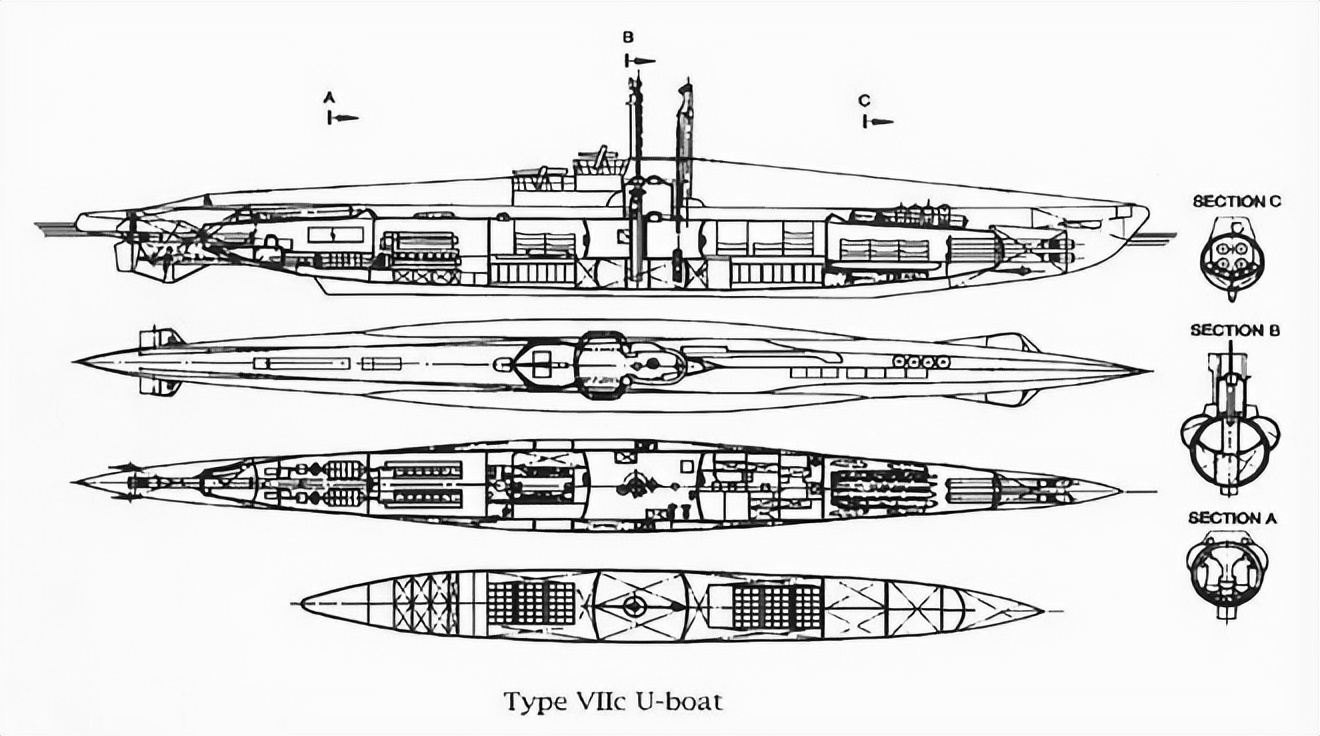
Sơ đồ các mặt cắt một tàu ngầm Type VIIC

Phân lớp VIIC của Tàu ngầm Type VII là một phiên bản VIIB được kéo dài thêm. Chúng có trọng lượng choán nước 769 t (757 tấn Anh) khi nổi và 871 t (857 tấn Anh) khi lặn). Con tàu có chiều dài chung 67,10 m (220 ft 2 in), lớp vỏ trong chịu áp lực dài 50,50 m (165 ft 8 in), mạn tàu rộng 6,20 m (20 ft 4 in), chiều cao 9,60 m (31 ft 6 in) và mớn nước 4,74 m (15 ft 7 in).
Chúng trang bị hai động cơ diesel Germaniawerft F46 siêu tăng áp 6-xy lanh 4 thì, tổng công suất 2.800–3.200 PS (2.100–2.400 kW; 2.800–3.200 bhp), dẫn động hai trục chân vịt đường kính 1,23 m (4,0 ft), cho phép đạt tốc độ tối đa 17,7 kn (32,8 km/h), và tầm hoạt động tối đa 8.500 nmi (15.700 km) khi đi tốc độ đường trường 10 kn (19 km/h). Khi đi ngầm dưới nước, chúng sử dụng hai động cơ/máy phát điện Garbe, Lahmeyer & Co. RP 137/c  tổng công suất 750 PS (550 kW; 740 shp). Tốc độ tối đa khi lặn là 7,6 kn (14,1 km/h), và tầm hoạt động 80 nmi (150 km) ở tốc độ 4 kn (7,4 km/h). Con tàu có khả năng lặn sâu đến 230 m (750 ft).
Vũ khí trang bị có năm ống phóng ngư lôi 53,3 cm (21 in), bao gồm bốn ống trước mũi và một ống phía đuôi, và mang theo tổng cộng 14 quả ngư lôi, hoặc tối đa 22 quả thủy lôi TMA, hoặc 33 quả TMB. Tàu ngầm Type VIIC bố trí một hải pháo 8,8 cm SK C/35 cùng một pháo phòng không 2 cm (0,79 in) trên boong tàu. Thủy thủ đoàn bao gồm 4 sĩ quan và 40-56 thủy thủ.

### Chế tạo
U-414 được đặt hàng vào ngày 15 tháng 8, 1939, và được đặt lườn tại xưởng tàu Danziger Werft ở Danzig (nay là Gdańsk thuộc Ba Lan) vào ngày 14 tháng 6, 1941. Nó được hạ thủy vào ngày 25 tháng 3, 1942, và nhập biên chế cùng Hải quân Đức Quốc Xã vào ngày 1 tháng 7, 1942 dưới quyền chỉ huy của Hạm trưởng, Trung úy Hải quân Walther Huth.

## Lịch sử hoạt động
Sau khi hoàn tất việc huấn luyện trong thành phẩn Chi hạm đội U-boat 8, U-414 được điều động sang Chi hạm đội U-boat 6 từ ngày 1 tháng 1, 1943 để hoạt động trên tuyến đầu.

### Chuyến tuần tra thứ nhất
U-414 khởi hành từ Kiel vào ngày 7 tháng 1, 1943 cho chuyến tuần tra đầu tiên trong chiến tranh. Nó băng qua khe GIUK giữa quần đảo Faroe và Iceland để vòng qua quần đảo Anh, và hướng đến vùng biển Bắc Đại Tây Dương về phía Đông Nam Greenland. Vào ngày 4 tháng 2, chiếc tàu ngầm bị một máy bay tấn công, và bị hư hại đến mức phải kết thúc chuyến tuần tra để quay về căn cứ. Nó về đến cảng St. Nazaire bên bờ Đại Tây Dương của Pháp đã bị Đức chiếm đóng, đến nơi vào ngày 19 tháng 2.

### Chuyến tuần tra thứ hai
U-414 khởi hành từ cảng St. Nazaire vào ngày 1 tháng 4 cho chuyến tuần tra tiếp theo, và đã thành công khi băng qua eo biển Gibraltar được phía Anh phòng thủ dày đặc, để tiến vào Địa Trung Hải. Nó kết thúc chuyến tuần tra khi đi đến cảng La Spezia, Ý vào ngày 14 tháng 4.

### Chuyến tuần tra thứ ba – Bị mất
U-414 được điều động sang Chi hạm đội U-boat 29 từ ngày 1 tháng 5 để hoạt động tại khu vực Địa Trung Hải. Nó xuất phát từ cảng La Spezia vào ngày 13 tháng 5 cho chuyến tuần tra thứ ba, cũng là chuyến cuối cùng, để hoạt động dọc theo bờ biển Bắc Phi. Năm ngày sau đó, chiếc tàu ngầm đã tấn công Đoàn tàu KMS-14 ở vị trí ngoài khơi bờ biển Algérie, đánh chìm chiếc tàu buôn Anh Empire Eve 5.979 GRT tại tọa độ 36°37′B 00°46′Đ / 36,617°B 0,767°Đ, đồng thời gây hư hại cho chiếc tàu buôn Anh Fort Anne 7.134 GRT. Đến ngày 25 tháng 5, ở vị trí về phía Tây Bắc Ténès, Algérie, tàu corvette HMS Vetch của Hải quân Hoàng gia Anh đã thả mìn sâu tấn công, đánh chìm U-414 tại tọa độ 36°31′B 00°40′Đ / 36,517°B 0,667°Đ. Toàn bộ 47 thành viên thủy thủ đoàn của U-414 đều tử trận.

### "Bầy sói" tham gia
U-414 từng tham gia hai bầy sói:
- Falke (15 – 19 tháng 1, 1943)
- Haudegen (19 tháng 1 – 2 tháng 2, 1943)

### Tóm tắt chiến công
U-414 đã đánh chìm được một tàu buôn tải trọng 5.979 GRT, đồng thời gây hư hại cho một tàu buôn khác tải trọng 7.134 GRT:
| Ngày             | Tên tàu    | Quốc tịch      | Tải trọng | Số phận      |
| ---------------- | ---------- | -------------- | --------- | ------------ |
| 18 tháng 5, 1943 | Fort Anne  | United Kingdom | 7.134     | Bị hư hại    |
| 18 tháng 5, 1943 | Empire Eve | United Kingdom | 5.979     | Bị đánh chìm |